# زمین‌لرزه ۱۹۴۲ آلبانی
زمین‌لرزه آلبانی  در تاریخ ۲۷ اوت ۱۹۴۲ میلادی، برابر با ‎۵ شهریور ۱۳۲۱، ساعت ۶:۱۴:۰۰ به زمان یوتی‌سی در آلبانی رخ داد. ژرفای این زلزله ۳۳ کیلومتر بود. بزرگی آن ۶ در مقیاس ریشتر اعلام شده‌است. زمین‌لرزه به وقت محلی در روز پنج‌شنبه، ساعت ۷ روی داده و منطقه زمانی آن یوتی‌سی +۱ بوده‌است (با لحاظ تغییر ساعت تابستانی).
سازمان زمین‌شناسی آمریکا نیز جای این زمین‌لرزه را در مختصات ۴۱°۴۲′شمالی ۲۰°۲۴′شرقی / ۴۱٫۷°شمالی ۲۰٫۴°شرقی و بزرگی آنرا برابر با ۶ در مقیاس ریشتر اعلام کرده‌است. ژرفای گزارش شده از سوی این سازمان ۳۳ کیلومتر می‌باشد.
شمار کشتگان زلزله حدود ۴۳ نفر بوده‌است.